# Stenoplax kempfi
Stenoplax kempfi är en blötdjursart som beskrevs av Righi 1971. Stenoplax kempfi ingår i släktet Stenoplax och familjen Ischnochitonidae. Inga underarter finns listade i Catalogue of Life.